# Dom von Vercelli

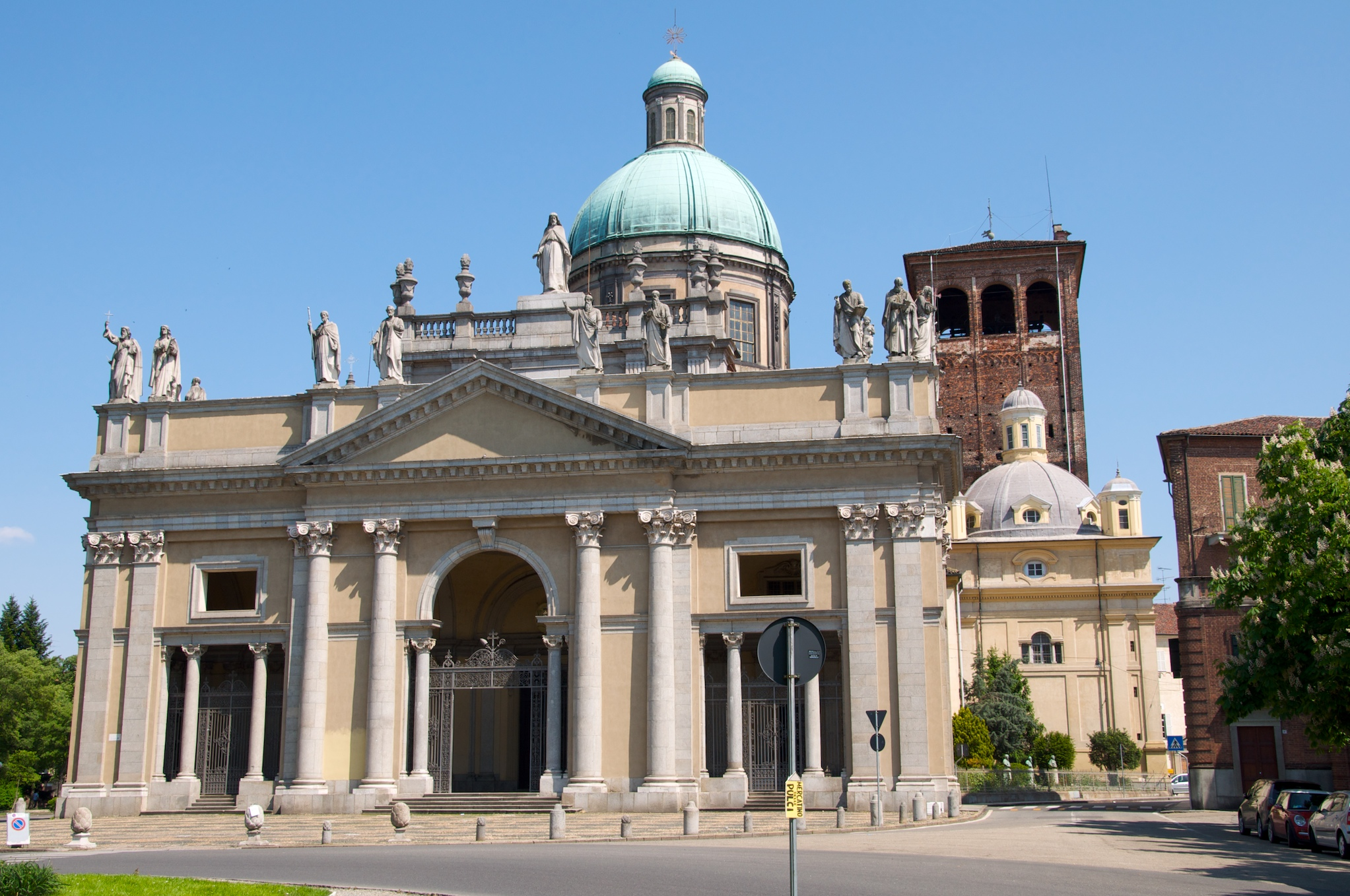
Kathedrale von Vercelli

Der Dom von Vercelli oder die Kathedrale St. Eusebius (italienisch Cattedrale di Sant’Eusebio) ist eine Kirche in der piemontesischen Stadt Vercelli. Die Kathedrale des gleichnamigen Erzbistums führt das Patrozinium des ersten Bischofs der Stadt, des heiligen Eusebius von Vercelli. Die sich heute klassizistisch präsentierende Kathedrale mit einer Grablege für das Haus Savoyen wurde zwischen dem 16. und 19. Jahrhundert erbaut. Die an der Via Francigena gelegene Kirche erhielt 1834 durch Papst Gregor XVI. den Rang einer Basilica minor verliehen, 1940 wurde sie zum Nationaldenkmal erklärt.

## Geschichte

### Vorgängerbauten
Über einer alten Nekropole mit den Gebeinen des heiligen Theonestos wurde nach der Überlieferung durch Bischof Eusebius im 4. Jahrhundert eine Kirche gebaut, die ihm nach seiner Beisetzung dort auch gewidmet wurde. Dieses Gebäude wurde während der gotischen Einfälle des 5. Jahrhunderts zerstört. Als Nachfolgerin wurde an anderer Stelle eine große Basilika errichtet, die von denen in Rom und Ravenna inspiriert war. Eine umfassende Renovierung wurde im 9. Jahrhundert durchgeführt. Im 11. Jahrhundert fand eine weitere größere Restaurierung statt, die auf den extremen Verfall und insbesondere auf einen schweren Brand im Jahr 997 zurückzuführen war, der die Stabilität des Bauwerks bedrohte. Im 12. Jahrhundert wurde der heutige Glockenturm gebaut und das Langhaus der Kathedrale wieder restauriert: Es hatte jetzt fünf durch Säulen getrennte Schiffe, ein Querschiff und einen imposanten Portikus. Die Apsis war mit Mosaiken verziert, und im Chor befand sich ein von Benedetto Antelami geformter Ambo.

### Heutige Kathedrale
In der zweiten Hälfte des 16. Jahrhunderts setzte sich Bischof Guido Luca Ferrero im Streit um einen Neubau gegen das Domkapitel durch, das die sanierungsbedürftige, aber bedeutende Basilika erhalten wollte. Er ließ den Chor 1570 über Nacht einreißen und beauftragte Pellegrino Tibaldi von Valsolda mit einem Neubau im Geist der Gegenreformation. Der Chor, die Seitenkapellen und die beiden Sakristeien wurden nach acht Jahren fertiggestellt und mit elf Stufen an das bestehende Gebäude angeschlossen, die Gebäudeteile blieben aber durch eine Mauer geteilt. 1682 wurde auf der Südseite eine barocke Grabkapelle des seligen Amadeus IX. mit Förderung der Maria Johanna von Savoyen erbaut. Das Langhaus mit dem Querschiff wurde durch Stefano Negro zwischen 1702 und 1717 neu gebaut, die restlichen Teile des Bauwerks, einschließlich der Westfront, wurden 1757–63 von Benedetto Alfieri und Luigi Barberis fertiggestellt, auf dem Portal stehen neben Christus die zwölf Apostel als überlebensgroße Figuren. Danach war nur der Glockenturm der Vorgängerkirche erhalten. Gegen Ende des 18. Jahrhunderts wurde eine Kapelle vor dem Nordschiff für die wiedergefundenen Reliquien des Heiligen Eusebius hinzufügten. Diese wurde Ende des 19. Jahrhunderts von Giuseppe Locarni restauriert, die Urne mit seinen Überresten befindet sich heute unter dem Hochaltar. Giovanni Larghi errichtete 1857–60 über der Vierung eine kupferverkleidete Stuckkuppel mit Tambour und Laterne. 1871 wurde der Kirchenboden mit Mosaiken ausgestaltet. Zu Beginn des 21. Jahrhunderts wurde der Altarraum neu gestaltet, wobei auch das große ottonische Kruzifix aus dem 10. Jahrhundert hier aufgehängt wurde. Von der ursprünglichen Ausstattung ist sonst nur noch die marmorne Statue der Madonna dello Schiaffo in einer linken Seitenkapelle erhalten.
In der Grabkapelle wurden neben Amadeus IX. später auch andere Mitglieder des Hauses Savoyen beigesetzt, außer seiner Frau Jolande von Frankreich auch Karl I., Karl III. und Viktor Amadeus I.